# Шибанков, Владимир Михайлович
Шибанков  Владимир  Михайлович  ( 6 декабря 1936, Баку , АзССР, СССР, — 1 июня 2020, Ярославль) — советский и российский актёр.

## Биография
Владимир Михайлович родился 6 декабря 1936 года.Большая семья Шибанковых из восьми человек жила в Баку. После школы Шибанков стал курсантом летного училища. Потом окончил техникум связи, работал  морским радистом.
Увлёкся театром, с азами будущей профессии знакомился в театральной студии Дома культуры Бакинского судостроительного завода. В 1961 году окончил Школу-студию МХАТ имени В.И.Немировича-Данченко при МХАТ СССР имени М.Горького  руководитель курса М.Н.Кедров, педагоги О.Н.Ефремов,.М.Карев, В.О.Топорков, Е.Н.Морес.
После окончания Школы-студии МХАТ по приглашению Ефремова играл в «Современнике». Его партнерами по сцене были: Евгений Евстигнеев, Лилия Толмачёва, Игорь Кваша.
Затем был сезон в Театре имени Моссовета, театры в Омске и Томске, новосибирский театр «Красный факел». В Новосибирске Шибанков быстро стал ведущим репертуарным артистом.
В 1976 году художественный руководитель Ярославского академического театра драмы имени Ф.Г. Волкова Фирс Шишигин пригласил Шибанкова в Ярославль. Он сразу  получает главную роль в спектакле «Святая святых» по пьесе молдавского драматурга Иона Друцэ в постановке Д. Шаманиди. Этот спектакль стал событием в театральной жизни города.
Шибанков  много играл и в спектаклях классического репертуара. Он  отметился   в ролях Жевакина в «Женитьбе» Гоголя, Епиходова в «Вишневом саде» Чехова, Пичема в «Трехгрошовой опере» Б. Брехта, Лузгина в «Фальшивой монете» М. Горького, Аметистова в «Зойкиной квартире» М. Булгакова.
Из ролей Владимира Шибанкова последнего десятилетия самыми заметными были Никулин в спектакле «С любимыми не расставайтесь» по пьесе А. Володина и доктора Чебутыкина в «Трёх сёстрах» А. П. Чехова в постановке Сергея Пускепалиса . Его часто приглашали сниматься в кино. Участие Владимира Михайловича в коротком  анимационном фильме Ещё раз!  студии  Александра Петрова помогло его авторам точно передать атмосферу предвоенного Ярославля.
Скончался 1 июня 2020 года.

## Работы в театре
- Степан - Г. Горин «Поминальная молитва»;
- Перфишка - М. Горький «Трое»;
- Дух Марли - О. Никифорова «Счастливого Рождества, дядюшка Скрудж!»;
- Никулин - А. Володин «С любимыми не расставайтесь»;
- КонцертЪ. Песни нашей жизни;
- Дед Мороз - О. Никифорова «Снежная кутерьма»;
- Певец из Лос Панчос - П. Мериме «Кармен»;
- Чебутыкин - А.П. Чехов «Три сестры»
- Доктор - А. Аверченко «Чёртова дюжина».
- Ган-Дза-Лин (Газолин) — «Зойкина квартира» М. Булгакова
- Дед Явтух — «Вий» Н. Ворожбит
- Мудрейший — «Волшебная лампа Аладдина» Н. Гернет
- Участник спектакля — «Любить тебя»
- Участник спектакля — «Любовь, любви, любовью, о любви» по рассказам И. Бунина
- Старик — «О странностях любви» Т. Уильямса
- Папа Карло — «Буратино» по А. Толстому
- Иван Поперило — «Тевье» Шолом-Алейхема
- Король — «Кабаре. Шествие»

## Фильмография
| Год  |    | Название                         | Роль                                                  |
| ---- | -- | -------------------------------- | ----------------------------------------------------- |
| 1962 | ф  | 49 дней                          | Фомин                                                 |
| 1964 | ф  | Живые и мёртвые                  | боец Леонидов                                         |
| 1964 | ф  | Пядь земли                       | солдат с искалеченным пальцем (озвучил Юрий Саранцев) |
| 1977 | ф  | Четвёртая высота (фильм)         | раненый                                               |
| 1978 | ф  | Чужая                            | браконьер                                             |
| 2007 | с  | Иное                             | больной старик                                        |
| 2007 | ф  | Отрыв                            | старик                                                |
| 2007 | ф  | Платина                          | эпизод                                                |
| 2008 | ф  | Ермоловы                         | Имя персонажа не указано                              |
| 2008 | ф  | Победитель                       | бравый пенсионер                                      |
| 2008 | ф  | Река-море                        | механик                                               |
| 2009 | с  | Котовский                        | Ванька-пахан                                          |
| 2009 | ф  | Чудо                             | эпизод                                                |
| 2010 | ф  | Ярослав. Тысячу лет назад        | волхв                                                 |
| 2010 | мф | Ещё раз!                         | Имя персонажа не указано                              |
| 2011 | с  | МУР. Третий фронт                | Имя персонажа не указано                              |
| 2011 | с  | Охраняемые лица                  | Имя персонажа не указано                              |
| 2012 | ф  | Серебристый звон ручья           | Савельич                                              |
| 2013 | с  | Две зимы и три лета (телесериал) | дед                                                   |
| 2014 | с  | Долгий путь домой                | эпизод                                                |
| 2014 | с  | Кодекс чести                     | Лукьянов                                              |
| 2014 | с  | Метеорит                         | бродяга с собакой                                     |
| 2015 | ф  | Иерей-Сан                        | председатель                                          |
| 2015 | ф  | Весь этот джем                   | Василий Иванович                                      |
| 2016 | с  | Напарницы                        | Василий Сердюк                                        |
| 2017 | ф  | Бабушка лёгкого поведения        | эпизод                                                |
| 2017 | с  | Мама Лора                        | дед Захар                                             |
| 2018 | с  | Берёзка                          | эпизод                                                |
| 2017 | ф  | Бобры                            | Игнатий Михайлович                                    |